# Camoël
Camoël (in bretone: Kamoel) è un comune francese di 901 abitanti situato nel dipartimento del Morbihan nella regione della Bretagna.

## Società

### Evoluzione demografica
Abitanti censiti